# Municipio de Leopold
El municipio de Leopold (en inglés: Leopold Township) es un municipio ubicado en el condado de Perry en el estado estadounidense de Indiana. En el año 2010 tenía una población de 765 habitantes y una densidad poblacional de 9,12 personas por km².

## Geografía
El municipio de Leopold se encuentra ubicado en las coordenadas 38°6′17″N 86°36′20″O / 38.10472, -86.60556. Según la Oficina del Censo de los Estados Unidos, el municipio tiene una superficie total de 83.84 km², de la cual 83,16 km² corresponden a tierra firme y (0,82 %) 0,69 km² es agua.

## Demografía
Según el censo de 2010, había 765 personas residiendo en el municipio de Leopold. La densidad de población era de 9,12 hab./km². De los 765 habitantes, el municipio de Leopold estaba compuesto por el 99,08 % blancos y el 0,92 % eran de una mezcla de razas. Del total de la población el 0,26 % eran hispanos o latinos de cualquier raza.